# Thomas Awah
Thomas Awah, aussi appelé Thomas Awah Jr., né en 1969, est un militant et journaliste camerounais. En 2017, il est arrêté et condamné à 11 ans d'emprisonnement pour « terrorisme », « diffusion de fausses nouvelles », « hostilité à la patrie », « sécession », « insurrection » et « révolution ».  

## Biographie

### Carrière
Thomas Awah est un journaliste et ancien correspondant d'Équinoxe Télévision et d'Afrik 2 Radio. Il est ouvertement affilié au Cameroon Anglophone Movement (CAM), qui prône l'autodétermination des Camerounais anglophones, et participe aux manifestations de 2016-2017 et en fait des reportages en tant que journaliste. 

### Arrestation et condamnation
Thomas Awah est arrêté lors d'une ville morte, au cours de laquelle les populations locales ferment leurs commerces en guise de protestation. Il espérait interviewer des habitants de Bamenda pour Afrik 2 Radio, lorsqu'il est arrêté par des officiers en possession de documents du Conseil national du Cameroun méridional (CNCM), un mouvement séparatiste. Le CNCM est interdit par le gouverment quelques semaines plus tard, sous prétexte qu'il met en péril la sécurité de l'État. Après son arrestation, Thomas Awah est interrogé sur le mouvement anglophone et incarcéré à la prison centrale de Kondengui à Yaoundé en détention provisoire. 
Il est jugé avec huit autres co-prévenus liés au mouvement anglophone. Depuis sa condamnation, Thomas Awah est renvoyé à la prison centrale de Kondengui. Il souffre de tuberculose, de toxoplasmose et de pneumonie, qui sont aggravées par ses conditions d'incarcération. 

#### Réactions internationales
En octobre 2020, l'Organisation internationale de défense des droits de l'homme Freedom Now et le cabinet d'avocats Dechert LPP déposent une pétition auprès du Groupe de travail sur la détention arbitraire au nom de Thomas Awah.